# François-Pierre Le Roux
Pour les articles homonymes, voir Le Roux.
François-Pierre Le Roux, né à Paris le 4 janvier 1832 et mort à Paris le 23 décembre 1906, est un physicien français.

## Son instruction
Il conquiert le grade de docteur ès sciences physiques à la Faculté des sciences de Paris le 6 février 1861 et le diplôme de pharmacien de 1re classe le 4 juin 1861 à l'École de pharmacie de Paris. Préparateur d'Edmond Becquerel en 1853 au Conservatoire national des arts et métiers, nommé ensuite répétiteur à l'École polytechnique, il est institué agrégé de physique à l'École de pharmacie de Paris le 8 mars 1869, à compter du 1er novembre. Le 14 juillet 1876, il est nommé à la chaire de physique, succédant à Henri Buignet, décédé. Admis à la retraite le 1er novembre 1902, il décédera quatre ans plus tard.

## Ses travaux
Le Roux explore de nombreux domaines de recherche. En électricité, il travaille d’abord sur le perfectionnement de la pile électrique (pile de Bunsen), seul moyen à l’époque de produire de l’électricité, en en améliorant le fonctionnement grâce à la modification des composants. Il s'intéresse ensuite aux électromécaniques, puis étudie les génératrices de courant alternatif et les courants magnéto-électriques, ce qui le conduit à formuler les lois expérimentales de transformation de la puissance mécanique en puissance électrique. Ainsi, il étudie expérimentalement le fonctionnement des premières machines magnéto-électriques et dynamo-électriques fabriqués dans les années 1860.
Il prépare sa thèse de doctorat ès sciences : « Sur les indices de réfraction de corps qui ne prennent l'état gazeux qu'à des températures élevées ». Après avoir entrepris de mesurer la vitesse de propagation du son, il s'occupe de recherches théoriques et expérimentales sur les courants thermo-électriques.
Il étudie diverses notes sur l'optique physique et physiologique, sur l'achromatisme de l'œil, sur la théorie de l'accommodation et sur les dislocations des images visuelles.
Dès la découverte des rayons X par Roentgen en 1895, il réalise la première radiographie exécutée en France prise de la main de sa femme Céline Le Roux.
Scientifique passionné, il poursuit ses prospections dans toutes les conditions, et réalise de nombreuses expériences à son domicile rue des Archives à Paris.
Dans ses recherches, souvent difficiles à conduire, Le Roux fait preuve d’une grande habileté expérimentale.

## Le professeur
Si l'on en juge par une certaine presse professionnelle de l'époque, son enseignement n'est pas très apprécié par les étudiants. Cependant, il encourage les plus jeunes dans leur cheminement et leurs expériences ; c’est ainsi qu’il côtoie les frères Pierre Curie et Jacques Curie à qui il prête son laboratoire parisien. Ces derniers auraient fait exploser son laboratoire lors d'une manipulation hasardeuse.

## Le propriétaire du château de Villandry
Le Roux, dont les brevets lui rapportèrent une fortune, achète le château de Villandry en Touraine à l’automne 1900, afin d'y asseoir ses expériences dans de plus grands espaces ; il sauve ainsi le château des mains d’un marchand de biens qui s’apprêtait à le démanteler.
En 1906, âgé de 70 ans et malade de la goutte, il vend pour 120 000 francs la propriété à Joachim Carvallo et Ann Carvallo, qui en entreprennent immédiatement la restauration. François-Pierre Le Roux mourra deux jours plus tard.

## Décorations
- Officier d'Académie le 5 janvier 1875
- Officier de l'Instruction publique le 14 juillet 1881
- Chevalier de la Légion d'honneur en février 1872
- Officier de la Légion d'honneur le 1er janvier 1895.

## Sources
- Françoise Tauty, ingénieur de recherches, université François-Rabelais
- G. Dillemann, François Pierre Le Roux, Le pharmacien biologiste, tome XIII, no 119
- Dictionnaire des scientifiques de Touraine, Académie des sciences, arts et belles-lettres de Touraine, 2017